# 楠元秀真
楠元 秀真（くすもと しゅうま、1992年9月12日 - ）は、千葉県出身のプロサッカー選手。ポジションは、ディフェンダー（DF）。

## 来歴
敬愛学園高校を経て、進学した産業能率大学では主将を務めた。在学中の2014年7月、横浜FCの特別指定選手に承認され、選手登録された。
2015年より、横浜FCへ正式に加入。同年4月19日のJ2第8節V・ファーレン長崎戦でJリーグ初出場し、同試合で初ゴールを挙げた。
2016年5月、入籍したことが発表された。
2017年12月に行われたJリーグ合同トライアウトに出場した後、
同年12月27日にカターレ富山に完全移籍したことが発表された。2018年11月、契約満了により退団。
2019年、東邦チタニウムサッカー部に移籍
2021年シーズン、関東サッカーリーグ2部ベストイレブンを受賞。

## 所属クラブ
ユース経歴
- 1999年 - 2004年 実籾マリンスターズ（習志野市立実籾小学校）
- 2005年 - 2007年 FC稲毛（習志野市立第四中学校）
- 2008年 - 2010年 敬愛学園高等学校
- 2011年 - 2014年 産業能率大学
  - 2014年7月 - 同年12月  横浜FC（特別指定選手）

プロ経歴
- 2015年 - 2017年 横浜FC
- 2018年  カターレ富山
- 2019年 -  東邦チタニウムサッカー部

## 個人成績
| 国内大会個人成績 | 国内大会個人成績 | 国内大会個人成績 | 国内大会個人成績 | 国内大会個人成績 | 国内大会個人成績 | 国内大会個人成績 | 国内大会個人成績 | 国内大会個人成績 | 国内大会個人成績 | 国内大会個人成績 | 国内大会個人成績 |
| 年度             | クラブ           | 背番号           | リーグ           | リーグ戦         | リーグ戦         | リーグ杯         | リーグ杯         | オープン杯       | オープン杯       | 期間通算         | 期間通算         |
| 年度             | クラブ           | 背番号           | リーグ           | 出場             | 得点             | 出場             | 得点             | 出場             | 得点             | 出場             | 得点             |
| 日本             | 日本             | 日本             | 日本             | リーグ戦         | リーグ戦         | リーグ杯         | リーグ杯         | 天皇杯           | 天皇杯           | 期間通算         | 期間通算         |
| ---------------- | ---------------- | ---------------- | ---------------- | ---------------- | ---------------- | ---------------- | ---------------- | ---------------- | ---------------- | ---------------- | ---------------- |
| 2015             | 横浜FC           | 27               | J2               | 7                | 1                | -                | -                | 1                | 0                | 8                | 1                |
| 2016             | 横浜FC           | 27               | J2               | 5                | 0                | -                | -                | 3                | 1                | 8                | 1                |
| 2017             | 横浜FC           | 17               | J2               | 3                | 0                | -                | -                | 0                | 0                | 3                | 0                |
| 2018             | 富山             | 4                | J3               | 4                | 0                | -                | -                | 0                | 0                | 4                | 0                |
| 2019             | 東チタ           | 36               | 関東2部          | 17               | 2                | -                | -                | -                | -                | 17               | 2                |
| 2020             | 東チタ           | 36               | 関東2部          | 8                | 0                | -                | -                | -                | -                | 8                | 0                |
| 通算             | 日本             | 日本             | J2               | 15               | 1                | -                | -                | 4                | 1                | 19               | 2                |
| 通算             | 日本             | 日本             | J3               | 4                | 0                | -                | -                | 0                | 0                | 4                | 0                |
| 通算             | 日本             | 日本             | 関東2部          | 25               | 2                | -                | -                | 0                | 0                | 25               | 2                |
| 総通算           | 総通算           | 総通算           | 総通算           | 44               | 2                | -                | -                | 4                | 1                | 48               | 3                |

- 2014年は特別指定選手

出場歴
- Jリーグ初出場・得点 - 2015年4月19日 J2第8節 vsV・ファーレン長崎（ニッパツ三ツ沢球技場）

## 選抜歴
- 2013年 都県大学選抜